# Rio Bonito (Santa Catarina)
Pour les articles homonymes, voir Rio Bonito.
Le rio Bonito est le nom de deux rivières brésilienne du nord de l'État de Santa Catarina.
Le premier (le plus à l'ouest) naît dans la serra do Espigão (partie de la serra Geral) sur le territoire de la municipalité de Caçador. Il s'écoule du sud au nord et se jette dans le rio Timbó après 32 km.
Le second naît et parcourt le territoire de la municipalité de Major Vieira. Il s'écoule également du sud vers le nord et se jette dans le rio Canoinhas au bout des 40 km de son cours.